# گودال‌ها (فیلم ۲۰۰۳)
گودال‌ها (به انگلیسی: Holes) یک فیلم سینمایی کمدی-درام و ماجراجویانه آمریکایی محصول سال ۲۰۰۳ به کارگردانی اندرو دیویس که بر اساس رمان گودال‌ها ساخته شده‌است.